# Olympische Jugend-Winterspiele 2020/Teilnehmer (Mexiko)
| Gelbes Symbol für Goldmedaillen mit stilisierten Olympischen Ringen | Graues Symbol für Silbermedaillen mit stilisierten Olympischen Ringen | Braundes Symbol für Bronzemedaillen mit stilisierten Olympischen Ringen |
| ------------------------------------------------------------------- | --------------------------------------------------------------------- | ----------------------------------------------------------------------- |
| —                                                                   | —                                                                     | —                                                                       |

Mexiko nahm an den Olympischen Jugend-Winterspielen 2020 in Lausanne mit sieben Athleten (vier Mädchen und drei Jungen) in zwei Sportarten teil.

## Medaillen

### Medaillengewinner
| Name/n         | Sportart  | Wettkampf           |
| -------------- | --------- | ------------------- |
| Gold           |           |                     |
| Luisa Wilson 1 | Eishockey | 3×3 Turnier Mädchen |

## Teilnehmer nach Sportarten

### Eishockey

#### 3×3 Turnier

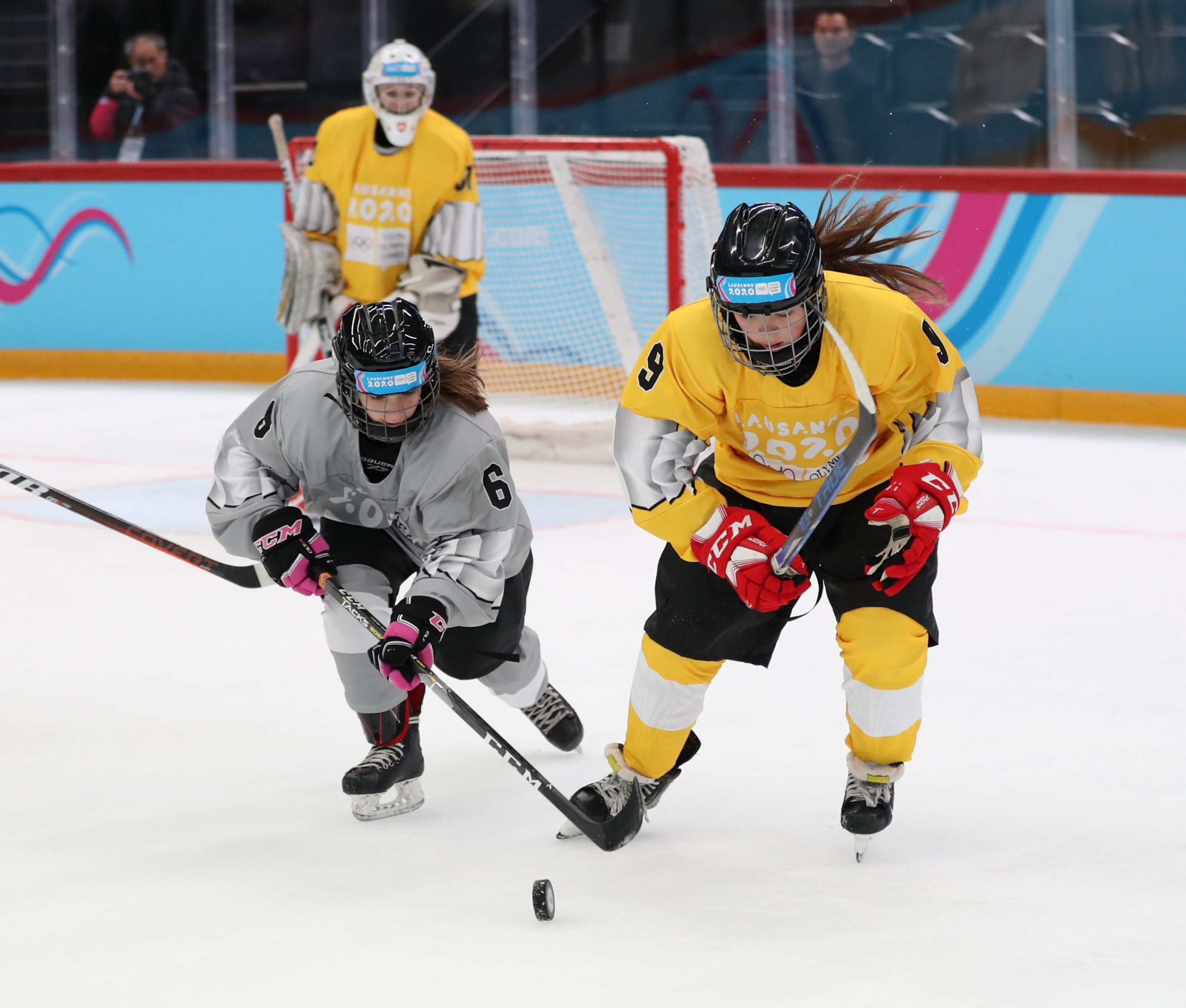
Luisa Wilson (rechts) beim Eishockey-3x3-Turniers

| Mannschaft    | Athleten | Vorrunde       | Vorrunde  | Halbfinale     | Halbfinale    | Finale/Spiel um Bronze       | Finale/Spiel um Bronze | Rang |
| Mannschaft    | Athleten | Gegner         | Ergebnis  | Gegner         | Ergebnis      | Gegner                       | Ergebnis               | Rang |
| ------------- | --- | -------------- | --------- | -------------- | ------------- | ---------------------------- | ---------------------- | ---- |
| Jungen        | |                |           |                |               |                              |                        |      |
| _ Team Gelb   | Tibo Van Reeth Csongor Antal Yassin Soubra Tommaso Madaschi David Guilabert Ryan Kolgen Miha Beričič Andrej Muraschko Oskar Bakkevig Šimon Slavíček Daniel Valencia Loris Uberti Lukas Heuberger               | _ Team Grün    | 5:10      | ausgeschieden  | ausgeschieden | ausgeschieden                | ausgeschieden          | 7    |
| _ Team Gelb   | Tibo Van Reeth Csongor Antal Yassin Soubra Tommaso Madaschi David Guilabert Ryan Kolgen Miha Beričič Andrej Muraschko Oskar Bakkevig Šimon Slavíček Daniel Valencia Loris Uberti Lukas Heuberger               | _ Team Grau    | 8:11      | ausgeschieden  | ausgeschieden | ausgeschieden                | ausgeschieden          | 7    |
| _ Team Gelb   | Tibo Van Reeth Csongor Antal Yassin Soubra Tommaso Madaschi David Guilabert Ryan Kolgen Miha Beričič Andrej Muraschko Oskar Bakkevig Šimon Slavíček Daniel Valencia Loris Uberti Lukas Heuberger               | _ Team Orange  | 9:4       | ausgeschieden  | ausgeschieden | ausgeschieden                | ausgeschieden          | 7    |
| _ Team Gelb   | Tibo Van Reeth Csongor Antal Yassin Soubra Tommaso Madaschi David Guilabert Ryan Kolgen Miha Beričič Andrej Muraschko Oskar Bakkevig Šimon Slavíček Daniel Valencia Loris Uberti Lukas Heuberger               | _ Team Schwarz | 7:19      | ausgeschieden  | ausgeschieden | ausgeschieden                | ausgeschieden          | 7    |
| _ Team Gelb   | Tibo Van Reeth Csongor Antal Yassin Soubra Tommaso Madaschi David Guilabert Ryan Kolgen Miha Beričič Andrej Muraschko Oskar Bakkevig Šimon Slavíček Daniel Valencia Loris Uberti Lukas Heuberger               | _ Team Blau    | 13:8      | ausgeschieden  | ausgeschieden | ausgeschieden                | ausgeschieden          | 7    |
| _ Team Gelb   | Tibo Van Reeth Csongor Antal Yassin Soubra Tommaso Madaschi David Guilabert Ryan Kolgen Miha Beričič Andrej Muraschko Oskar Bakkevig Šimon Slavíček Daniel Valencia Loris Uberti Lukas Heuberger               | _ Team Rot     | 13:15     | ausgeschieden  | ausgeschieden | ausgeschieden                | ausgeschieden          | 7    |
| _ Team Gelb   | Tibo Van Reeth Csongor Antal Yassin Soubra Tommaso Madaschi David Guilabert Ryan Kolgen Miha Beričič Andrej Muraschko Oskar Bakkevig Šimon Slavíček Daniel Valencia Loris Uberti Lukas Heuberger               | _ Team Braun   | 6:8       | ausgeschieden  | ausgeschieden | ausgeschieden                | ausgeschieden          | 7    |
| _ Team Grau   | Thawab Al-Subaey Alejandro Resendiz Nowruz Baýhanow Gosei Daikuhara Timofei Katkow Pablo Mata Sohn Hyun Patrik Melicher Jan Billa Nino Tomow Boldizsár Szalay Lukas Svedin Alexei Baidek                       | _ Team Blau    | 9:8       | ausgeschieden  | ausgeschieden | ausgeschieden                | ausgeschieden          | 5    |
| _ Team Grau   | Thawab Al-Subaey Alejandro Resendiz Nowruz Baýhanow Gosei Daikuhara Timofei Katkow Pablo Mata Sohn Hyun Patrik Melicher Jan Billa Nino Tomow Boldizsár Szalay Lukas Svedin Alexei Baidek                       | _ Team Gelb    | 11:8      | ausgeschieden  | ausgeschieden | ausgeschieden                | ausgeschieden          | 5    |
| _ Team Grau   | Thawab Al-Subaey Alejandro Resendiz Nowruz Baýhanow Gosei Daikuhara Timofei Katkow Pablo Mata Sohn Hyun Patrik Melicher Jan Billa Nino Tomow Boldizsár Szalay Lukas Svedin Alexei Baidek                       | _ Team Braun   | 6:16      | ausgeschieden  | ausgeschieden | ausgeschieden                | ausgeschieden          | 5    |
| _ Team Grau   | Thawab Al-Subaey Alejandro Resendiz Nowruz Baýhanow Gosei Daikuhara Timofei Katkow Pablo Mata Sohn Hyun Patrik Melicher Jan Billa Nino Tomow Boldizsár Szalay Lukas Svedin Alexei Baidek                       | _ Team Rot     | 13:9      | ausgeschieden  | ausgeschieden | ausgeschieden                | ausgeschieden          | 5    |
| _ Team Grau   | Thawab Al-Subaey Alejandro Resendiz Nowruz Baýhanow Gosei Daikuhara Timofei Katkow Pablo Mata Sohn Hyun Patrik Melicher Jan Billa Nino Tomow Boldizsár Szalay Lukas Svedin Alexei Baidek                       | _ Team Grün    | 6:14      | ausgeschieden  | ausgeschieden | ausgeschieden                | ausgeschieden          | 5    |
| _ Team Grau   | Thawab Al-Subaey Alejandro Resendiz Nowruz Baýhanow Gosei Daikuhara Timofei Katkow Pablo Mata Sohn Hyun Patrik Melicher Jan Billa Nino Tomow Boldizsár Szalay Lukas Svedin Alexei Baidek                       | _ Team Schwarz | 8:16      | ausgeschieden  | ausgeschieden | ausgeschieden                | ausgeschieden          | 5    |
| _ Team Grau   | Thawab Al-Subaey Alejandro Resendiz Nowruz Baýhanow Gosei Daikuhara Timofei Katkow Pablo Mata Sohn Hyun Patrik Melicher Jan Billa Nino Tomow Boldizsár Szalay Lukas Svedin Alexei Baidek                       | _ Team Orange  | 5:2       | ausgeschieden  | ausgeschieden | ausgeschieden                | ausgeschieden          | 5    |
| _ Team Orange | Matthew Hamnett Jakub Michalski Diego Rodríguez Tomoyoshi Yuki Nicolò Remolato Jack Lewis Kim Sang-yeob Jonas Dobnig Roman Kechter Márk Weidemann Leni Michellod Iwan Nowoschilow Jan Schostak                 | _ Team Rot     | 8:6       | ausgeschieden  | ausgeschieden | ausgeschieden                | ausgeschieden          | 6    |
| _ Team Orange | Matthew Hamnett Jakub Michalski Diego Rodríguez Tomoyoshi Yuki Nicolò Remolato Jack Lewis Kim Sang-yeob Jonas Dobnig Roman Kechter Márk Weidemann Leni Michellod Iwan Nowoschilow Jan Schostak                 | _ Team Blau    | 12:1      | ausgeschieden  | ausgeschieden | ausgeschieden                | ausgeschieden          | 6    |
| _ Team Orange | Matthew Hamnett Jakub Michalski Diego Rodríguez Tomoyoshi Yuki Nicolò Remolato Jack Lewis Kim Sang-yeob Jonas Dobnig Roman Kechter Márk Weidemann Leni Michellod Iwan Nowoschilow Jan Schostak                 | _ Team Gelb    | 4:9       | ausgeschieden  | ausgeschieden | ausgeschieden                | ausgeschieden          | 6    |
| _ Team Orange | Matthew Hamnett Jakub Michalski Diego Rodríguez Tomoyoshi Yuki Nicolò Remolato Jack Lewis Kim Sang-yeob Jonas Dobnig Roman Kechter Márk Weidemann Leni Michellod Iwan Nowoschilow Jan Schostak                 | _ Team Braun   | 10:14     | ausgeschieden  | ausgeschieden | ausgeschieden                | ausgeschieden          | 6    |
| _ Team Orange | Matthew Hamnett Jakub Michalski Diego Rodríguez Tomoyoshi Yuki Nicolò Remolato Jack Lewis Kim Sang-yeob Jonas Dobnig Roman Kechter Márk Weidemann Leni Michellod Iwan Nowoschilow Jan Schostak                 | _ Team Schwarz | 14:8      | ausgeschieden  | ausgeschieden | ausgeschieden                | ausgeschieden          | 6    |
| _ Team Orange | Matthew Hamnett Jakub Michalski Diego Rodríguez Tomoyoshi Yuki Nicolò Remolato Jack Lewis Kim Sang-yeob Jonas Dobnig Roman Kechter Márk Weidemann Leni Michellod Iwan Nowoschilow Jan Schostak                 | _ Team Grün    | 6:8       | ausgeschieden  | ausgeschieden | ausgeschieden                | ausgeschieden          | 6    |
| _ Team Orange | Matthew Hamnett Jakub Michalski Diego Rodríguez Tomoyoshi Yuki Nicolò Remolato Jack Lewis Kim Sang-yeob Jonas Dobnig Roman Kechter Márk Weidemann Leni Michellod Iwan Nowoschilow Jan Schostak                 | _ Team Grau    | 2:5       | ausgeschieden  | ausgeschieden | ausgeschieden                | ausgeschieden          | 6    |
| Mädchen       | |                |           |                |               |                              |                        |      |
| _ Team Braun  | Arwen Nylaander Julia Termens Nausikäa Clement Ximena González Riko Matsumoto Roos Karst Celine Mayer Alicja Sowa Barbora Bartáková Marja Linzbichler Tallulah Bryant Ivana Latková Daniella Lauritzen Pizarro | _ Team Schwarz | 13:11     | _ Team Schwarz | 7:11          | Spiel um Bronze: _ Team Blau | 4:6                    | 4    |
| _ Team Braun  | Arwen Nylaander Julia Termens Nausikäa Clement Ximena González Riko Matsumoto Roos Karst Celine Mayer Alicja Sowa Barbora Bartáková Marja Linzbichler Tallulah Bryant Ivana Latková Daniella Lauritzen Pizarro | _ Team Grün    | 6:8       | _ Team Schwarz | 7:11          | Spiel um Bronze: _ Team Blau | 4:6                    | 4    |
| _ Team Braun  | Arwen Nylaander Julia Termens Nausikäa Clement Ximena González Riko Matsumoto Roos Karst Celine Mayer Alicja Sowa Barbora Bartáková Marja Linzbichler Tallulah Bryant Ivana Latková Daniella Lauritzen Pizarro | _ Team Grau    | 16:6      | _ Team Schwarz | 7:11          | Spiel um Bronze: _ Team Blau | 4:6                    | 4    |
| _ Team Braun  | Arwen Nylaander Julia Termens Nausikäa Clement Ximena González Riko Matsumoto Roos Karst Celine Mayer Alicja Sowa Barbora Bartáková Marja Linzbichler Tallulah Bryant Ivana Latková Daniella Lauritzen Pizarro | _ Team Orange  | 14:10     | _ Team Schwarz | 7:11          | Spiel um Bronze: _ Team Blau | 4:6                    | 4    |
| _ Team Braun  | Arwen Nylaander Julia Termens Nausikäa Clement Ximena González Riko Matsumoto Roos Karst Celine Mayer Alicja Sowa Barbora Bartáková Marja Linzbichler Tallulah Bryant Ivana Latková Daniella Lauritzen Pizarro | _ Team Rot     | 5:11      | _ Team Schwarz | 7:11          | Spiel um Bronze: _ Team Blau | 4:6                    | 4    |
| _ Team Braun  | Arwen Nylaander Julia Termens Nausikäa Clement Ximena González Riko Matsumoto Roos Karst Celine Mayer Alicja Sowa Barbora Bartáková Marja Linzbichler Tallulah Bryant Ivana Latková Daniella Lauritzen Pizarro | _ Team Blau    | 14:2      | _ Team Schwarz | 7:11          | Spiel um Bronze: _ Team Blau | 4:6                    | 4    |
| _ Team Braun  | Arwen Nylaander Julia Termens Nausikäa Clement Ximena González Riko Matsumoto Roos Karst Celine Mayer Alicja Sowa Barbora Bartáková Marja Linzbichler Tallulah Bryant Ivana Latková Daniella Lauritzen Pizarro | _ Team Gelb    | 8:6       | _ Team Schwarz | 7:11          | Spiel um Bronze: _ Team Blau | 4:6                    | 4    |
| _ Team Gelb   | Anke Steeno Eva Aizpurua Ludmilla Bourcet Elisa Innocenti Katya Blong Iris van Houten Zuzana Trnková Luisa Wilson Shin Seo-yoon Leonie Böttcher Nora Pollestad Nubya Aeschlimann Magdalena Luggin              | _ Team Grün    | 5:10      | _ Team Blau    | 7:5           | _ Team Schwarz               | 6:1                    | Gold |
| _ Team Gelb   | Anke Steeno Eva Aizpurua Ludmilla Bourcet Elisa Innocenti Katya Blong Iris van Houten Zuzana Trnková Luisa Wilson Shin Seo-yoon Leonie Böttcher Nora Pollestad Nubya Aeschlimann Magdalena Luggin              | _ Team Grau    | 8:11      | _ Team Blau    | 7:5           | _ Team Schwarz               | 6:1                    | Gold |
| _ Team Gelb   | Anke Steeno Eva Aizpurua Ludmilla Bourcet Elisa Innocenti Katya Blong Iris van Houten Zuzana Trnková Luisa Wilson Shin Seo-yoon Leonie Böttcher Nora Pollestad Nubya Aeschlimann Magdalena Luggin              | _ Team Orange  | 9:4       | _ Team Blau    | 7:5           | _ Team Schwarz               | 6:1                    | Gold |
| _ Team Gelb   | Anke Steeno Eva Aizpurua Ludmilla Bourcet Elisa Innocenti Katya Blong Iris van Houten Zuzana Trnková Luisa Wilson Shin Seo-yoon Leonie Böttcher Nora Pollestad Nubya Aeschlimann Magdalena Luggin              | _ Team Schwarz | 7:19      | _ Team Blau    | 7:5           | _ Team Schwarz               | 6:1                    | Gold |
| _ Team Gelb   | Anke Steeno Eva Aizpurua Ludmilla Bourcet Elisa Innocenti Katya Blong Iris van Houten Zuzana Trnková Luisa Wilson Shin Seo-yoon Leonie Böttcher Nora Pollestad Nubya Aeschlimann Magdalena Luggin              | _ Team Blau    | 13:8      | _ Team Blau    | 7:5           | _ Team Schwarz               | 6:1                    | Gold |
| _ Team Gelb   | Anke Steeno Eva Aizpurua Ludmilla Bourcet Elisa Innocenti Katya Blong Iris van Houten Zuzana Trnková Luisa Wilson Shin Seo-yoon Leonie Böttcher Nora Pollestad Nubya Aeschlimann Magdalena Luggin              | _ Team Rot     | 13:15     | _ Team Blau    | 7:5           | _ Team Schwarz               | 6:1                    | Gold |
| _ Team Gelb   | Anke Steeno Eva Aizpurua Ludmilla Bourcet Elisa Innocenti Katya Blong Iris van Houten Zuzana Trnková Luisa Wilson Shin Seo-yoon Leonie Böttcher Nora Pollestad Nubya Aeschlimann Magdalena Luggin              | _ Team Braun   | 6:8       | _ Team Blau    | 7:5           | _ Team Schwarz               | 6:1                    | Gold |
| _ Team Grün   | Melanie Hernández Annie Sommer Huang Chun-lin Delfina Fattore Chanel Hofverberg Emma Donovalová Agata Muraro Ruka Kiyokawa Jessie Taylor Lisa Schröfl Kang Si-hyun Barbora Dalecká Fruzsina Szabó              | _ Team Gelb    | 10:5      | ausgeschieden  | ausgeschieden | ausgeschieden                | ausgeschieden          | 5    |
| _ Team Grün   | Melanie Hernández Annie Sommer Huang Chun-lin Delfina Fattore Chanel Hofverberg Emma Donovalová Agata Muraro Ruka Kiyokawa Jessie Taylor Lisa Schröfl Kang Si-hyun Barbora Dalecká Fruzsina Szabó              | _ Team Braun   | 8:6       | ausgeschieden  | ausgeschieden | ausgeschieden                | ausgeschieden          | 5    |
| _ Team Grün   | Melanie Hernández Annie Sommer Huang Chun-lin Delfina Fattore Chanel Hofverberg Emma Donovalová Agata Muraro Ruka Kiyokawa Jessie Taylor Lisa Schröfl Kang Si-hyun Barbora Dalecká Fruzsina Szabó              | _ Team Rot     | 9:8 n. V. | ausgeschieden  | ausgeschieden | ausgeschieden                | ausgeschieden          | 5    |
| _ Team Grün   | Melanie Hernández Annie Sommer Huang Chun-lin Delfina Fattore Chanel Hofverberg Emma Donovalová Agata Muraro Ruka Kiyokawa Jessie Taylor Lisa Schröfl Kang Si-hyun Barbora Dalecká Fruzsina Szabó              | _ Team Blau    | 11:6      | ausgeschieden  | ausgeschieden | ausgeschieden                | ausgeschieden          | 5    |
| _ Team Grün   | Melanie Hernández Annie Sommer Huang Chun-lin Delfina Fattore Chanel Hofverberg Emma Donovalová Agata Muraro Ruka Kiyokawa Jessie Taylor Lisa Schröfl Kang Si-hyun Barbora Dalecká Fruzsina Szabó              | _ Team Grau    | 14:6      | ausgeschieden  | ausgeschieden | ausgeschieden                | ausgeschieden          | 5    |
| _ Team Grün   | Melanie Hernández Annie Sommer Huang Chun-lin Delfina Fattore Chanel Hofverberg Emma Donovalová Agata Muraro Ruka Kiyokawa Jessie Taylor Lisa Schröfl Kang Si-hyun Barbora Dalecká Fruzsina Szabó              | _ Team Orange  | 8:6       | ausgeschieden  | ausgeschieden | ausgeschieden                | ausgeschieden          | 5    |
| _ Team Grün   | Melanie Hernández Annie Sommer Huang Chun-lin Delfina Fattore Chanel Hofverberg Emma Donovalová Agata Muraro Ruka Kiyokawa Jessie Taylor Lisa Schröfl Kang Si-hyun Barbora Dalecká Fruzsina Szabó              | _ Team Schwarz | 4:6       | ausgeschieden  | ausgeschieden | ausgeschieden                | ausgeschieden          | 5    |

### Ski Alpin
| Athleten      | Wettbewerbe  | 1. Lauf     | 1. Lauf | 2. Lauf | 2. Lauf | Gesamt      | Gesamt |
| Athleten      | Wettbewerbe  | Zeit        | Rang    | Zeit    | Rang    | Zeit        | Rang   |
| ------------- | ------------ | ----------- | ------- | ------- | ------- | ----------- | ------ |
| Mädchen       |              |             |         |         |         |             |        |
| Daniela Payen | Riesenslalom | 1:18,22 min | 47      | DNF     | DNF     | DNF         | DNF    |
| Daniela Payen | Slalom       | DNF         | DNF     | DNF     | DNF     | DNF         | DNF    |
| Daniela Payen | Super-G      | –           | –       | –       | –       | 1:06,17 min | 49     |
| Daniela Payen | Kombination  | 1:06,17 min | 49      | DNF     | DNF     | DNF         | DNF    |